# زمردماهی هشت‌خطه
زمردماهی هشت‌خطه (نام علمی: Pseudocheilinus octotaenia) نام یک گونه از خانواده زمردماهیان است.